# فيلادلفيا (فلم)
فيلادلفيا (بالإنجليزية: Philadelphia) هو فيلم دراما تم إنتاجه في الولايات المتحدة وصدر في سنة 1993. الفيلم من إخراج جوناثان ديم.

## بطولة
- توم هانكس
- دنزل واشنطن

### ترشيحات وجوائز
| السنة | الحدث | الفئة            | النتيجة  |
| ----- | ----- | ---------------- | -------- |
|       |       | أوسكار أحسن ممثل | فـــــوز |

## الميزانية والإيرادات
بلغت تكلفة إنتاج الفيلم حوالي 26 مليون دولار بينما حقق أرباحا تقدر بـ 206,678,440 دولار.

## وصلات خارجية
- مقالات تستعمل روابط فنية بلا صلة مع ويكي بيانات

1. ↑  "معلومات عن فيلادلفيا (فيلم) على موقع elonet.fi". elonet.fi. مؤرشف من الأصل في 2016-08-10.
2. ↑  "معلومات عن فيلادلفيا (فيلم) على موقع ui.eidr.org". ui.eidr.org. مؤرشف من الأصل في 2019-12-11.
3. ↑  "معلومات عن فيلادلفيا (فيلم) على موقع rottentomatoes.com". rottentomatoes.com. مؤرشف من الأصل في 2019-05-23.